# Хлопчик і лось
«Хлопчик і лось» (рос. «Мальчик и лось») — радянський художній фільм 1975 року, знятий на Кіностудії ім. М. Горького.

## Сюжет
Розповідь про лося, який випадково потрапив до великого міста, і юному автогонщику і автолюбителю Кості, який заради порятунку тварини — свого нового друга, не потрапив на вирішальні змагання з картингу та пожертвував першим місцем…

## У ролях
- Владислав Юревич — Костя Новиков
- Ірина Загорська — Марина
- Саша Морозов — друг Кості
- Михайло Путінцев — друг Кості
- Андрій Шепелєв — друг Кості
- Анатолій Гороховський — друг Кості
- Геннадій Ванін — друг Кості
- Віктор Соловйов — друг Кості
- Тетяна Панкова — бабуся Марини
- Ігор Класс — тренер
- Наталія Крачковська — епізод
- Євген Гуров — човняр
- Ніна Захарова — епізод
- Олександр Звенигорський — бігун
- Валерій Сімунін — епізод
- Олена Борзова — наречена
- Максим Пучков — хлопчик в натовпі роззяв
- Євген Колотилов — епізод
- Костянтин Кінчев — епізод
- Віктор Мішин — епізод
- Світлана Харитонова — епізод (немає в титрах)
- Ірина Римська — дівчина з синьою кулею

## Знімальна група
- Режисер — Інна Туманян
- Сценаристи — Семен Лунгін, Інна Туманян
- Оператор — Валерій Гінзбург
- Композитори — Андрій Геворгян, Євген Геворгян
- Художник — Євген Галей